# (35047) 1981 EF44
(35047) 1981 EF44 es un asteroide perteneciente al cinturón de asteroides, descubierto el 6 de marzo de 1981 por Schelte John Bus desde el Observatorio de Siding Spring, Nueva Gales del Sur, Australia.

## Designación y nombre
Designado provisionalmente como 1981 EF44.

## Características orbitales
1981 EF44 está situado a una distancia media del Sol de 3,079 ua, pudiendo alejarse hasta 3,519 ua y acercarse hasta 2,638 ua. Su excentricidad es 0,143 y la inclinación orbital 4,296 grados. Emplea 1973,53 días en completar una órbita alrededor del Sol.

## Características físicas
La magnitud absoluta de 1981 EF44 es 14,7. Tiene 6,624 km de diámetro y su albedo se estima en 0,031. 